# ستيفاني هارفي
ستيفاني هارفي هي لاعبة رياضة إلكترونية ‏ كندية، ولدت في 19 أبريل 1986 في مدينة كيبك في كندا.